# 熊谷直彦 (実業家)
熊谷 直彦（くまがい なおひこ、1926年8月19日-  ）は、日本の経営者。三井物産社長、会長を務めた。兵庫県神戸市出身。

## 来歴・人物
1951年に京都大学法学部を卒業し、同年に三井物産に入社した。1979年8月に人事部長に就任し、取締役、常務、専務を経て、1988年6月に副社長に就任し、1990年6月には社長に昇格した。1996年6月に会長に就任し、2000年6月から相談役を務めた。
経済団体連合会副会長も務めた。
1991年4月には藍綬褒章を受章し、2017年4月に旭日大綬章を受章した。